# Радоје Димитријевић
Радоје Димитријевић (село Тулари, 29. марта 1881 — 17. августа 1958) био је земљорадник и предавач предвојничке обуке, као и учесник два балканска рата, Првог и Другог светског рата. Носилац је Златног војничког ордена Карађорђеве звезде са мачевима, Златне медаље за храброст, Сребрне медаљу за храброст, руског ордена Светог Ђорђа IV степена, Албанске споменице, као и још неколико одликовања и признања.

## Биографија
Радоје Димитријевић, рођен је 29. марта 1881. године, од оца Тома (пољопривредник, умро је 1905) и мајке Круније, рођ. Симић (домаћица, умрла 1925. године), обоје такође из Тулара. Родитељи су му били скромни, вредни и честити људи, средњег имовног стања. Као и огромна већина сеоских младића из његове генерације, Радоје је остао у селу и бавио се пољопривредом. За разлику од њих завршио је четири разреда основне и један разред Ниже пољопривредне школе у Шапцу. Током 1903. и 1904. године одслужио је редовни војни рок III чети II батаљона V пешадијског пука „Краљ Милан“ у Ваљеву. Пошто је рано остао без оца морао је млад преузети бројне кућевне обавезе на себе. То га је очеличило али и учинило одговорнијим.

### Ослободилачки ратови 1912—1918
Радоје је учествовао је у свим ослободилачким ратовима од 1912. до 1918. године и показао се изузетно ангажованим и храбрим. Као резервни наредник II чете IV батаљона V пешадијског пука Дринске дивизије I позива починио је више јуначких дела. За њих је добио: Златну медаљу за храброст, Сребрну медаљу за храброст, руски орден Светог Ђорђа IV степена, Албанску споменицу и споменицу за учешће у сва три ослободилачка рата од 1912. до 1918. године. Златним војничким орденом Карађорђевим звездом са мачевима одликован је јер је приликом пробоја непријатељског фронта на Руднику, крајем 1914. године први стигао на противничке положаје и заробио једну групу војника са већом количином оружја и муниције. О додели тог одликовања објављен је указ ФАО 11 102, од 15. јуна 1915. године. Његови потомци тврде да је имао још неко високо одликовање пошто је оборио неки противнички авион. Наводно то је било забележено и дуго било истакнуто на сталној изложбеној поставци у Војном музеју на Калемегдану у Београду. Његове комшије су тврдиле да је сваке четврте године од краља добијао по једног коња за своје потребе.

### Међуратни период
У периоду између два светска рата наставио је да обрађује своје имање и да се постепено укључује у политички живот. Припадао је Радикалној странци и годинама биран је у органе Земљорадничке задруге у Туларима, па и за њеног председника. Био је веома комуникативан и разуман човек а често је истицао да се свака власт мора поштовати али не и волети. Радо је помагао Роме и сиротињу па се говорило да је „сиротињска мајка“.

### Други светски рат
Имајући у виду његову ратничку прошлост и углед четници су га 1943. године поставили за председника Месног равногорског одбора у селу. На тој дужности није се довољно ангажовао па ни замерао људима. По ослобођењу Тамнаве помагао је народноослободилачки покрет, па је чак вршио мобилизацију младића из Тулара и околних села за потребе партизанских јединица.

### Период након рата
Након Другог светског рата, Димитријевић је годинама организовао и водио предвојничку обуку за ваншколску омладину. Био је ожењен Маријом Бановић, домаћицом из Дружетића код Коцељеве, чије брат Љубисав између два светска рата биран за председника општине у Голој Глави. Имали су сина Бошка, пољопривредника, и ћерку Наталију, удату у Ружичиће из Свилеуве код Коцељева.
Умро је 17. августа 1958. године у свом родном месту Туларима.